# Dählhölzli di Berna
Il Dählhölzli di Berna è un parco faunistico pubblico istituito nella capitale elvetica di Berna, in Svizzera, fondato nel 1937, si estende su un'area di 300.000 mq.